# Géographie des Hautes-Pyrénées
Le département des Hautes-Pyrénées fait partie de la région Occitanie et sa préfecture est Tarbes. Il est limitrophe des départements des Pyrénées-Atlantiques, du Gers, de la Haute-Garonne, et de la province espagnole de Huesca.

## Situation et relief
Trois régions naturelles bien distinctes composent le paysage haut-pyrénéen: la montagne et ses vallées, les coteaux et les plaines.
La montagne recouvre, au Sud, la moitié du territoire du département. Elle forme une barrière naturelle entre la France et l'Espagne, ne permettant qu'un seul accès routier vers l'Aragon par le tunnel Aragnouet-Bielsa. 35 de ses pics dépassent 3 000 m et le pic du Vignemale, à 3 298 m, en est le point culminant.
Deux zones géologiques distinctes caractérisent cette région de montagnes :
- la chaîne dite « axiale », où l'on trouve les plus hauts sommets des Pyrénées françaises comme le Vignemale, culmine à 3 298 m.
- Une zone de chaînons plissés sédimentaires.

Moins élevées mais plus massives que les reliefs alpins, elles isolent de nombreuses vallées encaissées et « cul-de-sac » naturels, véritables microcosmes conservés par ces murailles de pierre.
L'altitude des Pyrénées s'estompe progressivement en remontant vers le Nord, et les montagnes cèdent la place au Piémont, limité à l'Est par le vaste plateau de Lannemezan (à 600 m. environ), véritable château d'eau du département où naissent de nombreuses rivières des bassins de la Garonne et de l'Adour (Gers, Baïse, Save, Gimone, Midou, Douze). Ce plateau morainique formé au Quaternaire par la débâcle des glaciers est sujet à un climat relativement rude.
Plus à l'ouest et au nord, le Piémont laisse filtrer des vallées plus larges qui attirent la majorité de la population du département. C'est là un pays vallonné, au climat plus clément.
À l'ouest, le bassin du Gave de Pau ou Lavedan qui forme une large vallée de Lourdes à Argelès-Gazost.
Au centre, la vallée de Campan dominée par le Pic du Midi de Bigorre, le col du Tourmalet, les massifs du Néouvielle et de l'Arbizon.
À l'est, la vallée de la Neste se déroule jusqu'à Arreau où se rejoignent les vallées d'Aure et du Louron.
Les vallées sont reliées entre elles par des cols d'altitude parfois élevée : Soulor, Tourmalet, Aspin, Peyresourde, Balès...

## Massifs
- Coteaux du Madiranais
- Plateau de Ger
- Plateau de Lannemezan
- Piémont bigourdan
- Massif du Lhéris et Baronnies
- Massif du Granquet
- Massif du Montaigu
- Massif du Pic-du-Midi-de-Bigorre
- Massif de l'Arbizon
- Massif de la Barousse
- Massif de Ger
- Massif du Gabizos
- Massif du Pic-du-Midi-d'Arrens
- Massif de Cauterets
- Massif d'Ardiden
- Massif du Néouvielle
- Massif du Balaïtous
- Massif des Pics-d'Enfer
- Massif de Panticosa
- Massif du Vignemale
- Massif du Mont-Perdu
- Massif de la Munia
- Massif de Suelza
- Massif de Batchimale
- Massif de Perdiguère
- Massif des Posets
- Massif de la Maladeta

## Hydrographie

### Cours d'eau
En matière d'hydrographie, le département des Hautes-Pyrénées, de par son relief montagneux, compte un grand nombre de cours d'eau et plusieurs lacs naturels ou artificiels.
Plus de 2 500 cours d'eau sont recensés en 2014 dans le référentiel national BD Carthage sur le territoire départemental des Hautes-Pyrénées. L’ensemble des écoulements représentés dans la BD Topo présente un linéaire de 18 000 km.

### Lacs
Le département des Hautes-Pyrénées,  compte ainsi environ 240 m de lacs naturels et de retenues, pour plus de 1 000 ha de superficie.

## Géologie

### Sismicité
Le risque sismique dans les Hautes-Pyrénées est un des risques majeurs susceptibles d'affecter le département. Il se caractérise par la possibilité qu'un aléa de type séisme se produise et occasionne des dommages plus ou moins importants aux enjeux humains, économiques ou environnementaux situés sur le territoire départemental.
Les 469 communes du département se répartissent en trois zones : 7 sont en zone de sismicité « faible », 204 en zone « modérée » et 258 en zone « moyenne ».

## Ressources naturelles

### Les parcs nationaux et régionaux
Le parc national des Pyrénées

### Aire protégée dans les Hautes-Pyrénées
- Réserve naturelle régionale d'Aulon
- Réserve naturelle régionale du massif du Pibeste-Aoulhet
- Réserve naturelle nationale du Néouvielle
- Petite Amazonie des Pyrénées
- Réserve naturelle régionale du Massif du Montious

## Les pays

### Les pays et les agglomérations
- Pays des Coteaux
- Pays des Nestes
- Pays du Val d'Adour
- Pays de Tarbes et de la Haute Bigorre
- Pays des Vallées des Gaves
- Communauté d'agglomération Tarbes-Lourdes-Pyrénées

### Lespays traditionnel
- L'Arroustang
- L'Arrensou
- L'Astarac
- La Baronnie des Angles
- La Baronnies des Pyrénées
- La Barousse
- Le Lavedan
- Le Neurest
- Le Magnoac
- Le Nébouzan
- Le Pays d'Aure
- La Rivière-Basse

## Les vallées
Les vallées définies comme région naturelle :
- La vallée de la Neste
- La vallée d'Aure
- La vallée du Louron
- La vallée de Campan
- La vallée de Castelloubon
- Le val d'Azun
- L'estrèm de Salles
- Le pays Toy
- Le Dabant-Aygues
- La vallée de Batsurguère
- La rivière de Saint-Savin

Les vallées fluviales ou vallées glaciaires :
Liste des vallées :
| Pays des Vallées des Gaves - Vallée de Cauterets ; - Vallée d'Aspé ; - Vallée de la Canau ; - Vallon du Barrada ; - Vallée de Cestrède ; - Vallée des Espécières ; - Vallée d'Estaubé ; - Vallée de Gaube ; - Vallée de Héas ; - Vallée d'Ilhéou ; - Val de Jéret ; - Vallée de Lutour ; - Vallée du Marcadau ; - Vallée d'Ossoue ; - vallée du Bergons ; - Vallée de l'Ouzom ; - Vallée des Pouey Aspé ; - Vallée de Sausse Dessus ; | Pays des Nestes - Vallée de la Géla ; - Vallon des Gourgs Blancs ; - Vallon d'Aygues Tortes ; - Val d'Aube ; - Vallée du Rioumajou ; - Vallée de la Pez ; - Vallée du Moudang ; - Vallon de Saux ; - Vallon de Badet ; - Vallée de Couplan ; | Pays de Tarbes et de la Haute Bigorre - Vallée de Payolle ; - vallée de Gripp ; - Vallée de la Gaoube ; - vallée de Lesponne. |

## Images

Paysages des Hautes-Pyrénées :
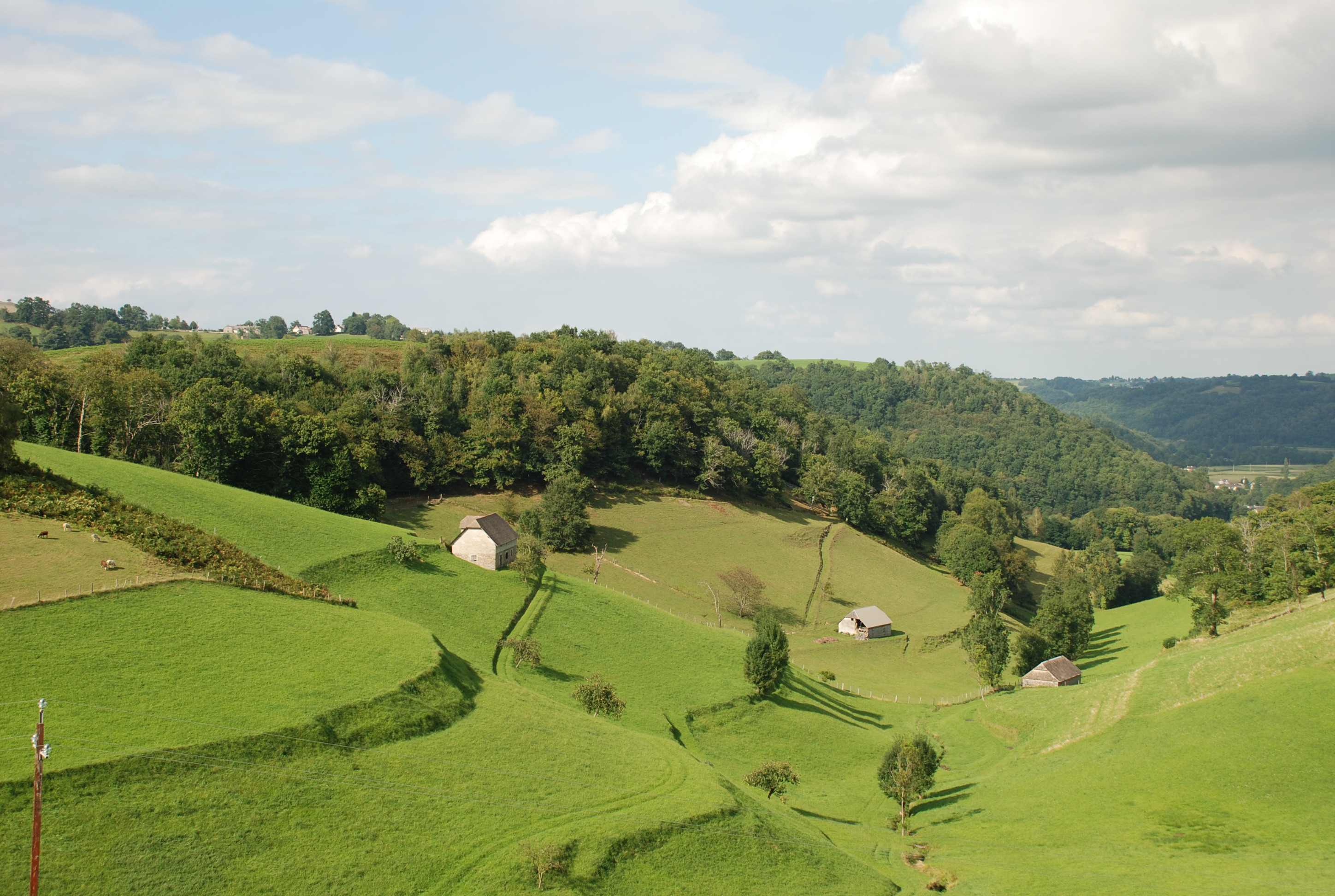
Granges foraines, au-dessous de Gez-ez-Angles, au centre-ouest.
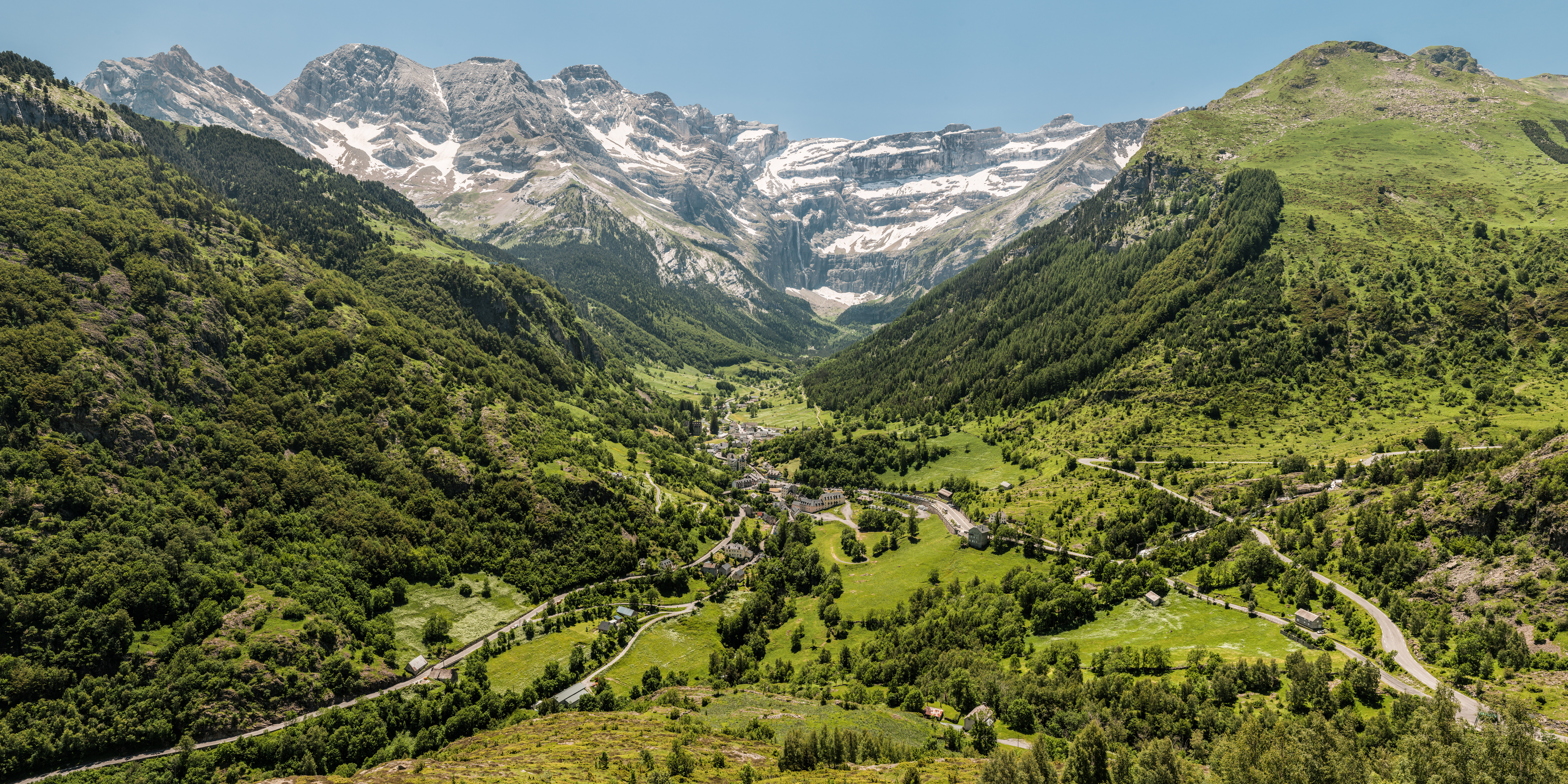
Commune et cirque de Gavarnie, dans le sud.
Refuge des Espuguettes sur le fond de Cirque de Gavarnie et la brèche de Roland, dans le sud.
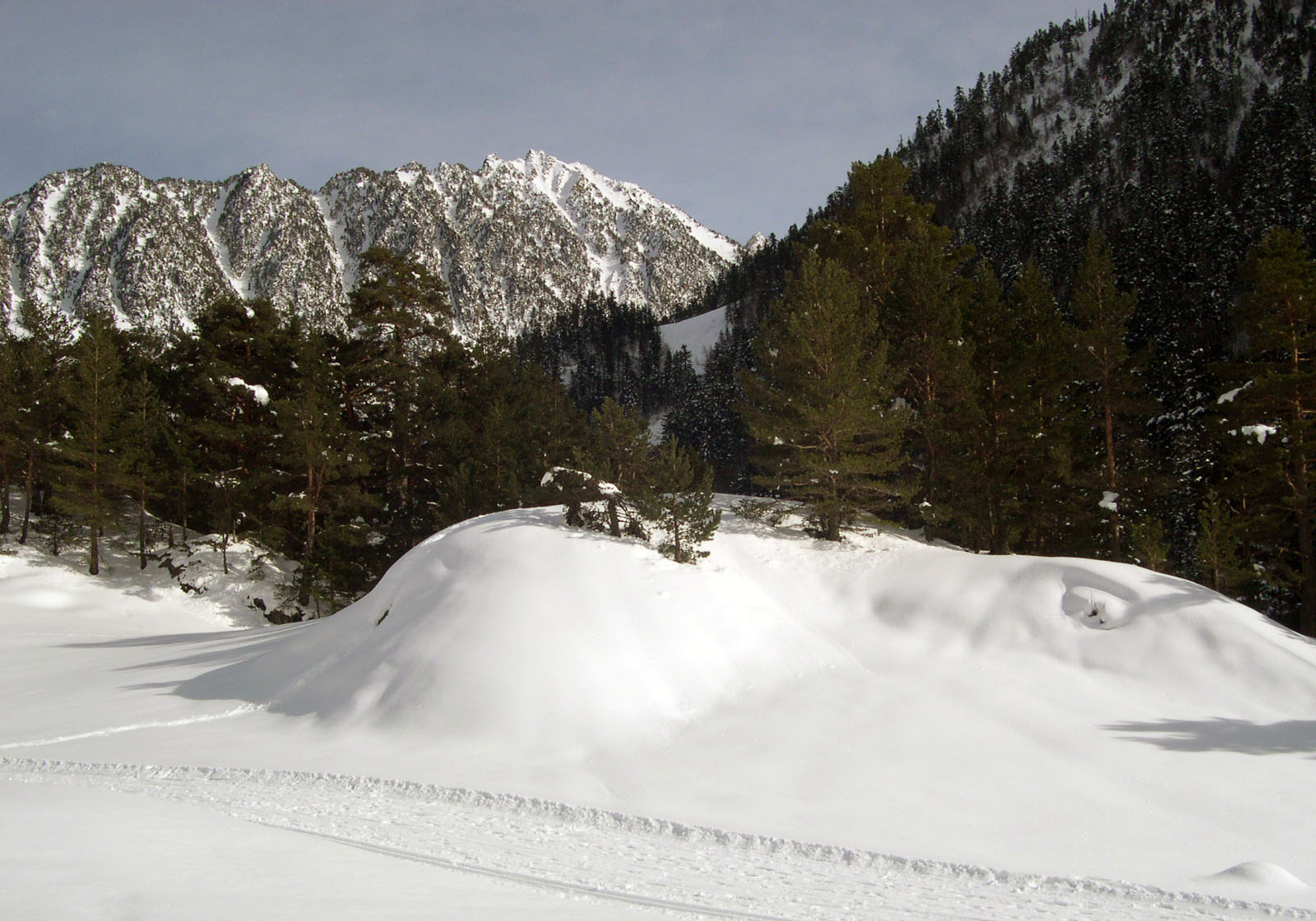
Les Pyrénées enneigées aux alentours de Cauterets (sud-ouest).

### Articles détaillés
- Réseau hydrographique des Hautes-Pyrénées
- Liste des cours d'eau des Hautes-Pyrénées